# Гангјо
Гангјо (元慶) је јапанска ера (ненко) која је наступила после Џоган и пре Нина ере. Временски је трајала од априла 877. до фебруара 885. године и припадала је Хејан периоду. Владајући монарх био је цар Јозеи.

## Важнији догађаји Гангјо ере
- 20 јануар 877. (Гангјо 1, трећи дан првог месеца): Јозеи званично преузима трон у својој 8 години живота. Како би обележили долазак новог монарха на власт именована је нова ера.[4]
- 877. (Гангјо 1, други месец): Амбасадори из Кореје долазе у провинцију Изумо али бивају одбијени.[4]
- 877. (Гангјо 1, шести месец): Настала је велика суша која је активирала приношење жртава у храму Хачиман, Камо и осталим у провинцији Исе. Нешто касније пала је киша.[4]
- 878. (Гангјо 2): Сеива званично постаје будистички монах. Његово ново име је Сошин.[5]
- 31. децембар 878. (Гангјо 2, четврти дан дванаестог месеца): Бивши цар Сеива умире у својој 31 години живота.[6][7]
- 883. (Гангјо 7): У својим раним тинејџерским годинама Јозеи најчешће проводи време сам, понекад хранећи жабама змије како би могао да види начин на који рептил гута храну. У досади, често је проналазио задовољство иницирајући борбу паса против јапанских макакија а временом су се те навике окренуле људима. Својим рукама лично је убијао осуђене криминалце а када би био љут прогањао је људе који би му се супростављали претећи мачем. Фуџивара но Мотоцуне који је био задужени регент покушавао је да цару укаже на грешке и погрешне навике али га је Јозеи већином игнорисао.[8]
- 884. (Гангјо 8): Опасне навике младог цара се и даље настављају. У једном тренутку Мотоцуне открива бизаран Јозеијев план којим је наредио да се његови људи попну на високо дрво и боду оштрим копљима све док са њега не падну. Овај догађај уверио је Мотоцунеа да је цар неподобан да буде владар државе и да га је са те позиције потребно склонити. Мотоцуне је зато пришао цару предлажући му да у досади погледа трку коња што је Јозеија одмах привукло. Датум трке заказан је за четврти дан другог месеца, осме Гангјо ере.[9]
- 4. март 884. (Гангјо 8, четврти дан другог месеца): Трка коња је био само изговор да се цар извуче из безбедности палате. Јозеи је путовао у носиљци коју су окруживали наоружани чувари већ упознати са ситуацијом. Поворка је затим променила путању и Мотоцуне се коначно супроставио Јозеију објаснивши му да је његово понашање недопустиво, да је неподобан да буде цар и да је изгубио право да влада. На ту вест Јозеи се расплакао[9] али то није променило одлуку. Власт је припала новом цару Коку, који је био трећи син бившег цара Нинмјоа. [6][10]
- 23. март 884. (Гангјо 8, двадесеттрећи дан другог месеца): У својој 55 години живота цар Коку ступа на трон.[11][12]
- 885. (Гангјо 9): Мења се име ере.[13]